# صحراء رجيستان

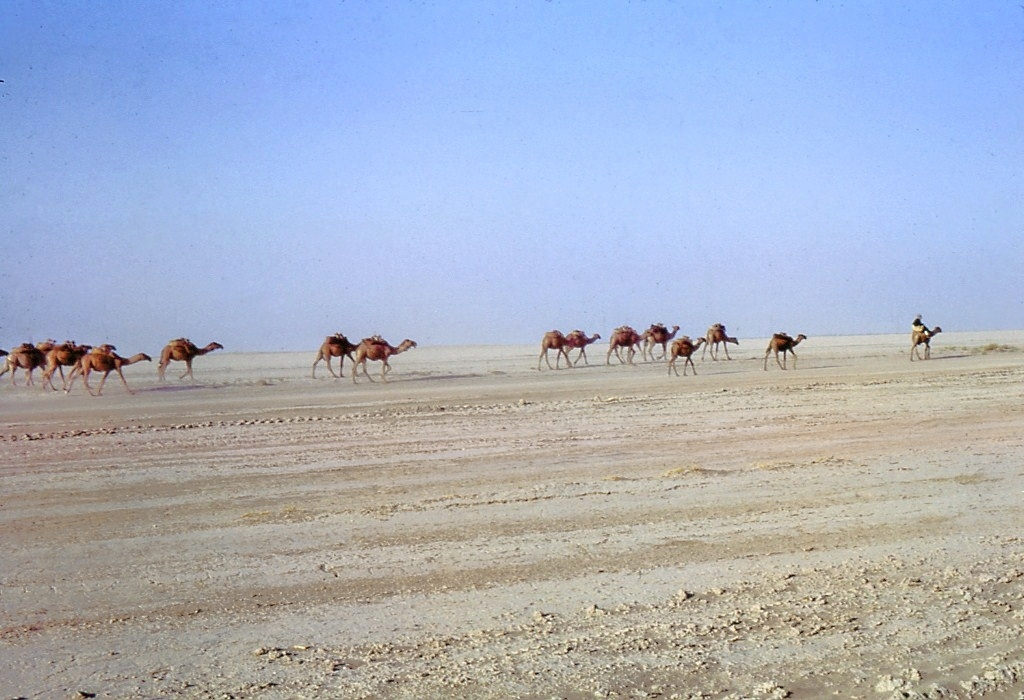
قافلة في صحراء ريجستان أفغانستان في أغسطس عام 1969

صحراء رجيستان (بالإنجليزية:The Registan Desert) هي منطقة الهضبة القاحلة التي تقع بين هلمند وقندهار في جنوب غرب أفغانستان. وهي عبارة عن صحراء رملية تتألف من تلال رملية صغيرة حمراء، يبلغ ارتفاعها نحو 50 إلى 100 قدم (30 م)، تعتبر الصحراء ذات كثافة سكانية قليلة يقطنها البلوش والبشتون البدو، كما أن الصحراء بدأت ي التمدد حتى وصلت للتعدي تدريجيا على المناطق الزراعية المحيطة بها.
تسبب الجفاف الشديد في عام 1998 في تشريد ما يقرب من 100،000 شخص من البدو الرحل في منطقة ريجيستان الصحراوية. ومعظمهم من الذين يعيشون الآن في مخيمات مؤقتة بين ارغنداب والأنهار وريجيستان و هلمند، كما أن هناك عدد كبير يجري بدعم من الأمم المتحدة توطينهم في مخيمات للمشردين داخليا في مقاطعة قندهار.
وتسعى الأمم المتحدة لوضع استراتيجيات لعودة البدو لصحراء رجيستان لكسب عيشهم التقليدي المتمثل في تربية الماشية في ريجستان، في خين أن تقارير فريق برنامج الأمم المتحدة للبيئة يتحدث أن هناك ما يصل إلى قرابة 100 قرية تم غمرها بالغبار الذي تثيره الرياح والرمال. وفي شمال غرب البلاد تسببت الكُثبان الرملية التي تتحرك وتزحف نحو الأراضي الزراعية، إلى تطهير الأراضي من المزروعات، وفقدان استقرار الغطاء النباتي من جمع الحطب والرعي الجائر، ولاحظ فريق الأمم المتحدة للبيئة أن الكثبان الرملية تغطي ما يقرب من 50 قدم (15 متر) من بعض الطرقات، مما أجبر السكان على إنشاء طرق جديدة.